# Athletic Club Ajaccien 2011-2012

## Stagione
Nella stagione 2011-2012 l'Ajaccio ha disputato la Ligue 1, la massima divisione del campionato francese, la Coppa di Francia e la Coppa di Lega francese. In campionato è giunto al 16º posto da neopromossa, nella Coppa di Francia si è fermato ai sedicesimi, mentre si è fermato a primo turno nella coppa di lega nazionale. Al termine della stagione si interromperà il rapporto con Olivier Pantaloni, tecnico che ha guidato la squadra nelle ultime tre stagioni e al ritorno nella massima serie.

## Rosa
| N. |                         | Ruolo | Calciatore             |
| -- | ----------------------- | ----- | ---------------------- |
| 1  | Messico (bandiera)      | P     | Guillermo Ochoa        |
| 3  | Senegal (bandiera)      | D     | Jackson Mendy          |
| 4  | Senegal (bandiera)      | D     | Leyti N'Diaye          |
| 5  | Francia (bandiera)      | D     | Mickaël Charvet        |
| 6  | Algeria (bandiera)      | C     | Carl Medjani           |
| 7  | Francia (bandiera)      | C     | Benjamin André         |
| 8  | Francia (bandiera)      | C     | Jean-Baptiste Pierazzi |
| 9  | Francia (bandiera)      | A     | Andy Delort            |
| 10 | RD del Congo (bandiera) | C     | Christian Kinkela      |
| 11 | Francia (bandiera)      | C     | Karim El Hany          |
| 12 | Francia (bandiera)      | C     | Frédéric Sammaritano   |
| 13 | Francia (bandiera)      | D     | Fabrie Begeorgi        |
| 14 | Algeria (bandiera)      | C     | Mehdi Mostefa          |

| N. |                    | Ruolo | Calciatore       |
| -- | ------------------ | ----- | ---------------- |
| 16 | Francia (bandiera) | P     | Thierry Debès    |
| 17 | Francia (bandiera) | D     | Yoann Poulard    |
| 18 | Francia (bandiera) | C     | Johan Cavalli    |
| 19 | Francia (bandiera) | C     | Paul Lasne       |
| 20 | Francia (bandiera) | D     | Anthony Lippini  |
| 21 | Francia (bandiera) | A     | Richard Socrier  |
| 22 | Mali (bandiera)    | D     | Fousseni Diawara |
| 23 | Francia (bandiera) | D     | Arnaud Maire     |
| 24 | Francia (bandiera) | C     | Damien Tibéri    |
| 25 | Brasile (bandiera) | A     | Ilan             |
| 26 | Francia (bandiera) | D     | Samuel Bouhours  |
| 27 | Francia (bandiera) | D     | Rémi Cilia       |
| 30 | Francia (bandiera) | P     | David Oberhauser |